# Balińce (Litwa)
Balińce (lit. Baliniai) − wieś na Litwie, w rejonie wileńskim, 8 km na zachód od Bujwidzów, zamieszkana przez 11 ludzi. Przed II wojną światową w Polsce, w powiecie wileńsko-trockim województwa wileńskiego.